# Coal Valley
Coal Valley es una villa ubicada en el condado de Rock Island en el estado estadounidense de Illinois. En el Censo de 2010 tenía una población de 3743 habitantes y una densidad poblacional de 524,38 personas por km².

## Geografía
Coal Valley se encuentra ubicada en las coordenadas 41°26′55″N 90°27′31″O / 41.44861, -90.45861. Según la Oficina del Censo de los Estados Unidos, Coal Valley tiene una superficie total de 7.14 km², de la cual 7,14 km² corresponden a tierra firme y (0 %) 0 km² es agua.

## Demografía
Según el censo de 2010, había 3743 personas residiendo en Coal Valley. La densidad de población era de 524,38 hab./km². De los 3743 habitantes, Coal Valley estaba compuesto por el 95,14 % blancos, el 0,99 % eran afroamericanos, el 0,16 % eran amerindios, el 1,31 % eran asiáticos, el 0,77 % eran de otras razas y el 1,63 % eran de una mezcla de razas. Del total de la población el 3,47 % eran hispanos o latinos de cualquier raza.